# Günter Schöllkopf

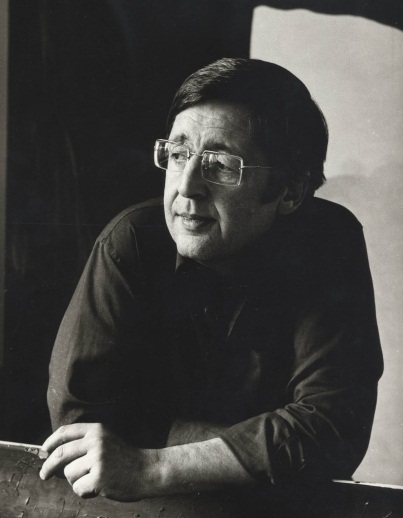
Günter Schöllkopf, Foto: Hugo Jehle

Günter Schöllkopf (* 23. Mai 1935 in Stuttgart; † 30. Juni 1979 in Stuttgart) war ein deutscher Zeichner, Grafiker und Maler. Seine Bildideen bezog er vor allem aus den Bereichen der Weltliteratur, der Musik, der Geschichte und der Politik. Als er mit 44 Jahren starb, hinterließ er ein Gesamtwerk von ungefähr 1000 Arbeiten.

## Leben

### Biographie
- 1935 in Stuttgart geboren
- 1945–47 Privatunterricht bei Max Ackermann
- 1952–1957 Studium an der Staatlichen Akademie der bildenden Künste Stuttgart bei Karl Rössing und Hans Fegers
- 1954 Arbeit in der Lithografie-Werkstatt der späteren Gruppe 11 um Günther C. Kirchberger[1]
- ab 1957 Freischaffender Zeichner, Grafiker und Maler
- 1957–1979 Illustrationen und Texte in Zeitungen und Büchern in loser Folge
- 1962–1964 Freier Mitarbeiter bei Christ und Welt
- 1965–1966 Aufenthalt in der Villa Massimo in Rom
- weitere Kurzaufenthalte in Italien folgen
- 1976 Erster Krankenhaus-Aufenthalt
- 1977 Australienreise mit Otto Herbert Hajek auf Einladung der australischen Regierung
- 1979 Stipendium Cité Internationale des Arts, Paris
- 1979 Zweiter Krankenhaus-Aufenthalt, Günter Schöllkopf stirbt in Stuttgart

Schöllkopf war Mitglied des Künstlerbundes Baden-Württemberg und der Künstlergruppe der Hans-Thoma-Gesellschaft.

### Die grafischen Techniken
Schöllkopf gehört zu den hervorragendsten Vertretern der Druckgrafik in Deutschland. Wie er sich und das Zustandekommen seiner künstlerischen Arbeit sieht, liest man am besten in einem Auszug aus seinen eigenen Tagebuchtexten nach:
„Ich bin ein Mann des Metalls. Ich muss Zink, Zinkblech, Kupfer, Stahlgriffel, Schwedenstahl um mich haben. Wenn ich in Metall arbeite, gelingt mir alles. Ob ich graviere oder mit der herrlichen Säure arbeite, die sich in die Metallplatte hineinfrisst, es ist einerlei; ich empfinde schmerzhaften Genuss … Zur Malerei habe ich ein sehr starkes Verhältnis, die Farbe ist etwas anderes, doch ich bade mich beim Malen in der Strenge. Die Intension ist dieselbe wie bei der Metallbearbeitung. Ich schichte die Farben, wie ich die Schatten beim Gravieren schichte, ich lege Schicht für Schicht übereinander in Strenge und Zucht. Auch darin liegt Selbstkasteiung. Die Leinwand, die nachgiebige, die Farbschichtungen sind Begattungen, Hochzeiten, Triumphe und Niederlagen …“
Neben der Radierung hat es Schöllkopf auch die Malerei in Öl, Aquarell und die Lithographie angetan. Nicht zu vergessen die beachtliche Anzahl von Zeichnungen in Schwarz und Weiß. Dazu gehören auch die vielen Illustrationen für Bücher und Zeitungen.
Und noch einmal wird Schöllkopf selbst in einer weiteren Tagebucheintragung zitiert, wie er seinen eigenen Berufsethos sieht:
„… Doch zünftig muss man sein, sein Handwerk gründlich erlernen, sichten, Wahlverwandtschaften aufdecken, sein Fach ausüben, seine Neigungen technisch realisieren … Der schwere Weg beginnt am Hauptportal, nicht an der Hintertür. Erleben, lesen, hören, lernen, glauben, den Fundus in sich erschaffen, als Ausgangsbasis. Dann, ganz von selbst, in Jahrzehnten, langsam ergibt sich die künstlerische Produktion, das wird dann alles sichtbar. Ein Blatt entsteht aus dem anderen … Die Suche nach sich selbst, der Weg nach Innen, ohne Scheuklappen, beginnt, nein, man ist schon mittendrin. Alles ergibt sich von selber …“

### Auszeichnungen
- 1956 Graphikpreis der Staatlichen Akademie der bildenden Künste Stuttgart
- 1965–1966 Stipendium Villa Massimo Rom, als bis dahin jüngster Preisträger
- 1979 Stipendium Cité Internationale des Arts, Paris

### Schöllkopf im Deutschen Literaturarchiv Marbach
Zeit seines Lebens hatte Günter Schöllkopf eine enge Beziehung zur Literatur, so dass er, wie er selbst einmal schrieb, die meisten seiner Radierungen und Zeichnungen als „zyklische Interpretationen zu großen Themen abendländischer Literatur“ gestaltete. So lag es nahe, den druckgraphischen Nachlass Schöllkopfs dem Deutschen Literaturarchiv Marbach als Depositum zu übergeben. Das so in einer der weltweit bedeutendsten Literaturinstitutionen deponierte Werk enthält 350 Radierungen und Lithographien sowie siebzig Skizzen- und Tagebücher.

## Das Werk
Schöllkopf hat mehr als eintausend Arbeiten hinterlassen, Lithographien, Zeichnungen, Aquarelle, Ölbilder und vor allem Radierungen. Daneben hat er zahlreiche Buchillustrationen und Zeichnungen für die Tages- und Wochenpresse, zum Teil mit eigenen Texten, angefertigt. Vor allem die Radierungen sind in Zyklen zusammengefasst:

### Die Zyklen (Auswahl)
- 1952 Zu Balzac
- 1955 Don Quichote
- 1956–1960 Modern Times
- 1958–1960 Zu François Villon
- ab 1963 Ulysses
- ab 1963 Finnegans Wake
- 1964 Kreuzweg
- 1966 Römischer Zyklus
- ab 1967 Dramen, Komödien, Idyllen
- ab 1970 Landschaft
- ab 1970 Architektur

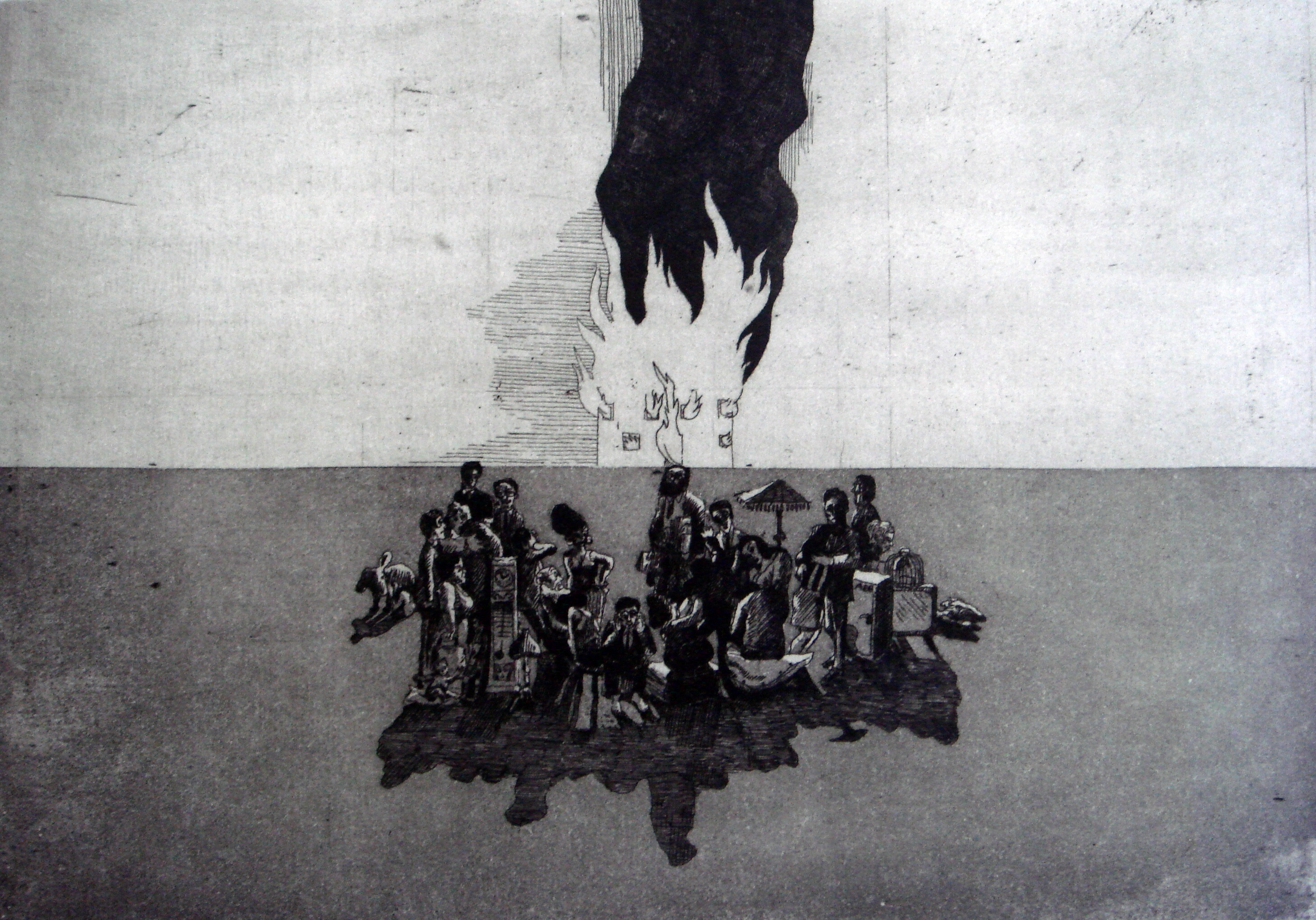
Drama Hausbrand, 1968, aus dem Zyklus „Dramen, Komödien, Idyllen“, Werkverzeichnis 388(R)

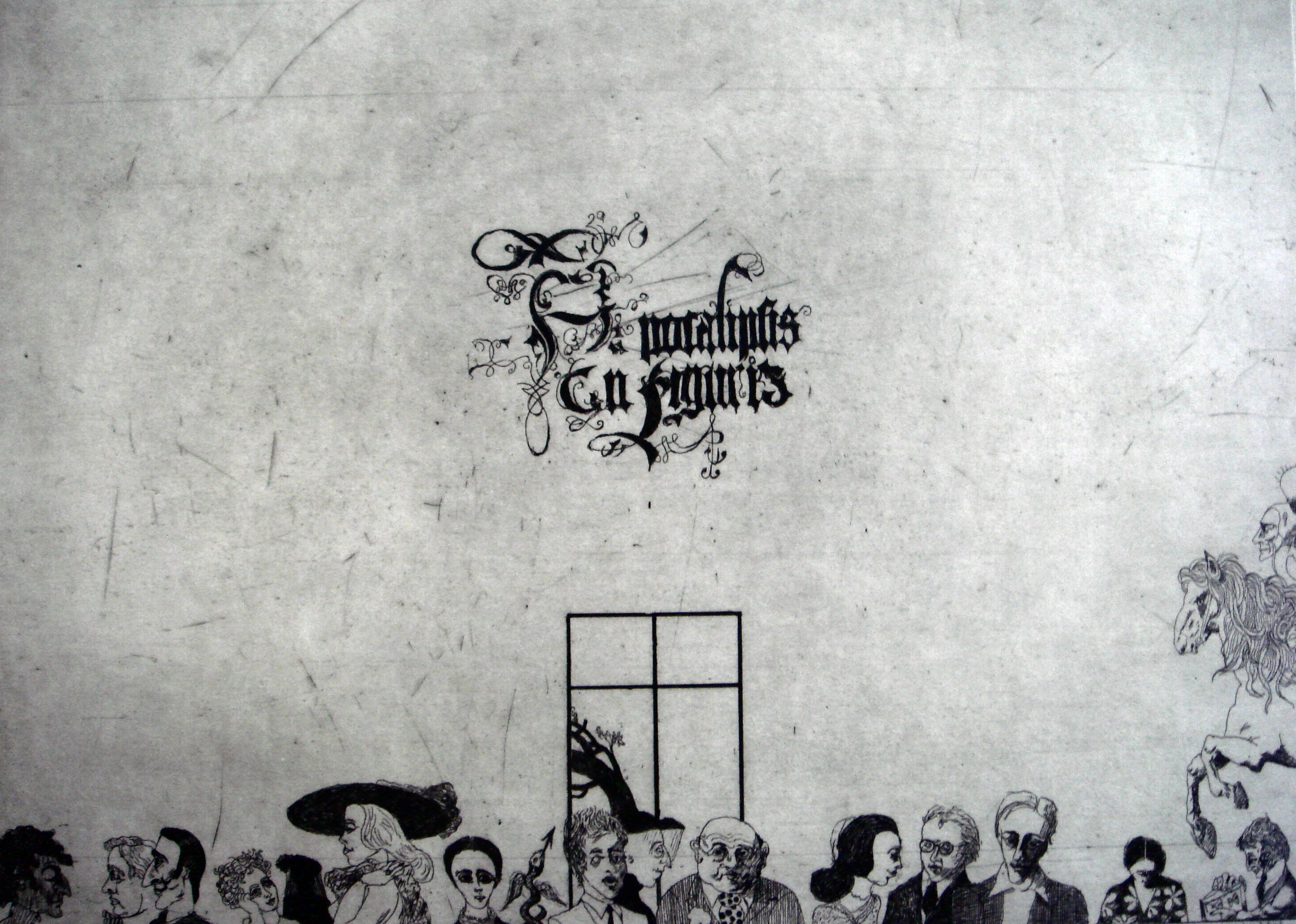
Apocalypsis cn figuris, 1976, aus dem Zyklus „Zu Doktor Faustus“, Werkverzeichnis 619(R)

- ab 1964 Porträts und Doppelporträts
- ab 1970 Stuttgarter Hutzelmännle
- 1972–1973 Sicilia
- ab 1973 Widerstand
- 1975 Heinrich Heine
- 1975–1976 Zu Doktor Faustus
- 1975–1976 Neutöner
- 1975–1976 Zu Thomas Mann
- ab 1971 Stendhal
- ab 1977 Das Narrenschiff
- ab 1977 Another Sherlock Holmes
- ab 1970 Selbstporträts und Selbstporträts als …
- 1979 La crise

### Illustrationen in Büchern und Zeitungen (Auswahl)
Günter Schöllkopf hat exakt getrennt zwischen seiner Arbeit als Illustrator für aktuelle literarische Werke sowie für Zeitungen und den Radierzyklen. Und sicher hat ihn die Arbeit als Illustrator bei seinen Zyklen beflügelt.
- Charles Dickens, Silvesterglocken. Stuttgart, Riederer-Verlag 1957
- Voltaire, Candide. Stuttgart, Riederer-Verlag o. J.
- Oscar Wilde, Zwei Novellen. Stuttgart, Riederer-Verlag 1957
- Wolfgang Schumann, Hrsg., Die schönsten Erzählungen aus 1001 Nacht. Stuttgart, Deutscher Bücherbund 1959
- Fritz Gordian, Geschichten um Rom. Mühlacker, Stieglitz-Verlag 1967
- Fritz Gordian, Die Reden des Etruskers Mastarna. Mühlacker, Stieglitz-Verlag 1969
- Fritz Gordian, An italienischen Kaminen. Mühlacker, Stieglitz-Verlag 1970
- Guy de Maupassant, Erlaubte und unerlaubte Geschichten, Mühlacker, Stieglitz-Verlag 1963
- Romain Rolland, Meister Breugnon, Berlin, Verlag Rütten & Loening o. J.
- Giosuè Carducci, Poetische Werke, Zürich, Coron-Verlag 1969
- William Shakespeare, Ein Sommernachtstraum, Stuttgart, Verlag Druckspiegel o. J.
- Thaddäus Troll, Deutschland Deine Schwaben, Hamburg, Verlag Hoffmann und Campe 1967
- Thaddäus Troll, Preisend mit viel schönen Reden, Hamburg, Verlag Hoffmann und Campe 1972
- Thaddäus Troll, Tafelspitz, Hamburg, Verlag Hoffmann und Campe 1979[2]

Illustrationen zu unterschiedlichen Texten in der Zeit von 1962 bis 1976 erschienen in folgenden Publikationen:
- Deutsche Zeitung – Christ und Welt (Illustrationen zu eigenen Texten)
- Frankfurter Allgemeine Zeitung
- Stuttgarter Zeitung

### Die Tagebücher
Irene Ferchl, die sich intensiv mit den Tagebüchern Schöllkopfs auseinandersetzte, schreibt in ihrem Porträt des Künstlers als ernster Joker (erschienen 2000 im Verlag Ulrich Keicher, Warmbronn) unter anderem:
„… >Man wird nie fertig mit ihm<, lautet eine halb faszinierte, halb resignierende Feststellung der Menschen, die sich mit seinem Werk beschäftigen … Einen gewissen Zugang bieten Kenntnisse seines biographischen Hintergrunds, die Lektüre der Tagebücher, in denen sich der Maler, Zeichner, Radierer zudem als begabter Schreiber erweist: die Exposés zu neuen Zyklen hätten außer mit der Radiernadel durchaus mit Worten realisiert werden können … Neben einer unglaublichen Fülle von Ideen und Plänen – er schien zu wissen, wie wenig Zeit ihm zu deren Ausführung bleiben sollte – reflektierte Schöllkopf in Dutzenden von Schulheften über sich selbst, notierte mal ernst, mal selbstironisch Gedanken zu seiner Rolle als Mensch und Künstler …“
Die Tagebücher – es sind circa 70 Hefte voll mit Texten der unterschiedlichsten Art und Skizzen, von denen sich viele in seinen Werken wiederfinden – befinden sich nunmehr im Depot des Deutschen Literaturarchivs Marbach. Interessenten können diese Fundgrube über die Ideen und Gedanken eines genialen Graphikers und Zeichners dort einsehen.

## Ausstellungen

### Einzelausstellungen von 1957 bis 2022 (Auswahl)
- 1957 Deutscher Bücherbund, München
- 1958 Galleria d’Art Totti, Mailand; Universität Straßburg
- 1959 Howard-Universität, Washington
- 1964 Städt. Galerie Fähre, Bad Saulgau; Goethe-Institut: Ausstellungen in verschiedenen Städten in Indien (1964) und Italien (1972)
- 1968 Galerie der Stadt Stuttgart
- 1972 Studio Galerie der Hans-Thoma-Gesellschaft, Reutlingen (und 1980)
- 1973 Hans-Thoma-Gesellschaft, Reutlingen (Retrospektive 1952–1973 mit 142 Lithographien, Radierungen, Zeichnungen und Aquarellen)[3]
- 1979 Galerie Schloss Remseck Gedächtnisausstellung
- 1981 Villa Merkel, Esslingen (Retrospektive)
- 1982 Heinrich-Heine-Institut, Düsseldorf
- 1985 Galerie Schlichtenmaier, Schloß Dätzingen
- 1987 Goethe-Galerie, Bozen
- 1988 Galerie Hanenhof, Stadt Geleen/Holland; Galerie Thomas Flora, Innsbruck
- 1989 Städtische Galerie Böblingen
- 1996 Galerie Hedi Probst, Nonnenhorn
- 1997 Galerie Peter Fischinger, Stuttgart (und 1998)
- 1999 Galerie Edition Domberger, Filderstadt
- 1999 Galerie Hedi Probst, Nonnenhorn
- 2000 Kultur Althoheneck, Ludwigsburg-Hoheneck
- 2005 Literaturhaus Stuttgart (Doktor Faustus)
- 2007 Galerie Burg, LE-Musberg (und 1989)
- 2009 Goethe-Institut Weimar, Weimar
- 2011 Galerie in der Lände, Kressbronn am Bodensee
- 2014 Hermann-Hesse-Museum, Gaienhofen/Bodensee
- 2015 Fritz und Hildegard Ruoff Stiftung, Nürtingen
- 2015 Galerie Schloss Ettersburg, Ettersburg
- 2019 Literaturhaus Stuttgart (Sämtliche illustrierten Bücher des Illustrators Günter Schöllkopf)
- 2019 Galerie der Kreissparkasse, Leinenfeld-Echterdingen
- 2020 Galerie Wendelinskapelle
- 2021 Galerie Schlichtenmaier
- 2022 National Gallery of Ireland: Celebrating Ulysses
- 2025 Galerie feinart Berlin

### Gruppenausstellungen von 1952 bis 2019 (Auswahl)
- 1952 Akademieausstellung München
- 1953 Akademieausstellung Stuttgart (und 1954, 1955, 1956)
- 1955 Der Graphische Zyklus, Berlin
- 1956 Bibliophile Gesellschaft, Dresden; Akademie der Künste, Berlin
- 1957 Kollektivausstellung, München; Int. Triennale für farbige Grafik, Grenchen/Schweiz und Moskau
- 1960 Haus der Kunst, München (und 1963, 1964, 1966, 1970, 1971)
- 1961 Goethe-Institut, Beirut
- 1962 The Gallery of Art, College of Fine Arts Howard University, Washington; Gazi Egitim Inst., Ankara: Dtsch. Grafiker Dürer, Schöllkopf, Grieshaber
- 1963 Akron: Bermudas, New Delhi, Kairo, Beirut, Barcelona, Madrid
- 1964 City Hall Gallery, Hamilton: French and German Artists
- 1973 Galerie Valentien Stuttgart „Widerstand“
- 1976 Art in Stuttgart, St. Louis, USA
- 1977 „Karl Rössing zum 80. Geburtstag; Ausstellung von ehemaligen Schülern“, Staatliche Akademie der Bildenden Künste Stuttgart, Stuttgart
- 1982 Landesvertretung Bonn und Stadt Heilbronn: Künstler aus Baden; Württemberg arbeiten in Rom – Deutsche Akademie Villa Massimo
- 1983 Graphikzyklen nach 1967 in der Staatsgalerie Stuttgart
- 1994 Stiftung Weimarer Klassik, Schloß Belvedere, Weimar
- 1996 Alpirsbacher Galerie, Alpirsbach „Karl Rössing und seine Schüler“
- 2002 Galerie in der Lände, Kressbronn am Bodensee
- 2004 Städt. Galerie Ostfildern, Wasserschloss Bad Rappenau „Ed. Mörike“
- 2005 Zehntscheuer Böblingen, Schloss Fellenberg, Merzig, Stadtmuseum Bad Soden „Illustrationen zu Schillers Werken“
- 2007 Martin Walser und die Kunst, Überlingen
- 2008 Kreuzkirche Nürtingen, Blick in die Städtischen Kunstsammlungen
- 2010 Galerie Tabak, Renquishausen, „Im Dialog Schöllkopf - Schepelmann-Groz“
- 2011 Rathaus Galerie Balingen „Balinger Balance - das Zünglein an der Waage“
- 2014 Kreisgalerie Schloss Meßkirch, Meßkirch
- 2016 Stauffenberg-Erinnerungsstätte, Stuttgart, „Künstlerblicke: Bilder des Widerstands“
- 2019 Kunstmuseum Albstadt, „Zyklisches Erinnern – Alfred Hrdlicka und Günter Schöllkopf“

## Zitate zu Günter Schöllkopf
Günter Schöllkopf hat mit seiner Arbeit die Grenzen unserer schaubaren Welt bis in die peripheren Bereiche berührt, sie mit seiner Hände Arbeit bemessen und uns diese Denkräume, in die er eintrat, greifbar gemacht. Mit den Ergebnissen seiner Arbeit hat er uns aufgezeigt, wie Material die Materialhaftigkeit verliert und Träger von Ideen wird, wie seine Vorstellungen – durch Arbeit – Materie bewegen können. (Otto Herbert Hajek, Stuttgart)
Er liebte die Platten von hartem Metall, geätzt, zerkratzt, mit Nadel Millimeter für Millimeter hineingeritzt ins noch Blanke, in Felder von sprechender Leere, feinfein, hochpenibel: aber mit welchem Ungestüm der Phantasie, mit welch wilden Lüsten im Zusammenträumen! … Also, ein Philanthrop war Schöllkopf kaum. … manchmal konnte er umtriebig aufgeräumt sein, auch witzesprühend gesellig und charmant, ein zärtlicher Zyniker, wenn man so will. … Aber wie heikel geriet oft der Umgang mit ihm, diesem in sich gekehrten Hitzkopf, der dennoch so tief den Blick in uns bohrte, schiefhalsig, ein Intellektual-Schuhu mit Schlupflid-Augen. Schöllkopf, der aufsässigste aller Freunde, so krähhalsig in seiner schier bedrohlichen Belesenheit. (Ruprecht Skasa-Weiß im Stuttgarter Literaturhaus)
Schöllkopf ist der Inbegriff eines literarischen Künstlers. (Werner Lehmann in Aalen, Galerie Zeiß)
In seinen Radierungen und Zeichnungen war Schöllkopf immer Zeitgenosse … Etwa mit der Radierung aus dem Jahre 1974, die schlicht „Stauffenberg“ heißt, einem Porträt des Widerstandskämpfers … im Gespräch, das der Katalog dieser Ausstellung enthält, tippt Martin Walser nur an, was ihn an diesem Bild fasziniert hat. Wie Schöllkopf den Stauffenberg darstellt, da kann man eine Novelle schreiben, von der Einsamkeit dieses Stauffenberg. Das ist ganz eng verwandt mit dem Schreiben. (Martin Zingg in der Städtischen Galerie Überlingen)
Er scheint geahnt zu haben, dass ihm wenig Zeit bleibt. Die Kunst war eine Art Teufelspakt für ihn. Er hat die Kunst erhalten, dafür aber ein kurzes Leben und dem Teufel vielleicht doch ein Schnippchen geschlagen durch die Unsterblichkeit seiner Kunst. (Rudolf Greiner in Tübingen)
In diesem Künstler war etwas Unerbittliches, das die bloße Ironie, die bloße Trauer überstieg. (Günther Wirth in Pliezhausen)
„Intellekt und Herz – daraus erwächst alles, auch der Irrtum“ (Günter Schöllkopf). Mit dieser Maxime, gepaart mit unendlicher künstlerischer Phantasie, schuf Schöllkopf ein Oeuvre, das aufgrund seiner Thematik, seiner künstlerischen Qualität und seines Nuancenreichtums zu den klassischen Werken der deutschen Moderne gerechnet werden darf. (Hans-Dieter Mück, Marbach/Böblingen).
Schöllkopf war nicht nur der phantasievolle Erzähler und spöttische Gaukler, aus der er uns aus vielen seiner figurenreichen Blätter entgegentritt. Hinter seiner lächelnden Miene, seiner schwäbischen Weinseligkeit und seinen ironischen Aphorismen verbarg sich ein hochgradig empfindsamer Moralist, dessen Radiernadel im Dienste engagierter Betroffenheit und scharfsichtiger Zeitkritik stand. (Karin von Maur in der Galerie Schloss Remseck).
Das ist gespenstisch; Günter Schöllkopf ist tot. Der Ärger fehlt, für den er gut war. Ich habe jetzt keinen konservativen Freund mehr. Wer ruft mich jetzt vormittags an aus einer Hölle, in der Schönheit gemacht wird. Ich klage, weil er mir fehlt … Er hätte nicht sterben dürfen mit vierundvierzig. Acht Jahre länger hätte er leben sollen, dann wäre es schon weniger peinlich gewesen. Aber nichts wird sein wie es war … Gute Nacht, Günter. (Martin Walser, Überlingen, Tagebucheintrag zum Tode von Günter Schöllkopf).

## Werkverzeichnis
- Rudolf Greiner: Günter Schöllkopf Werkverzeichnis. Verlag Gerd Hatje, Stuttgart, 1981